# 方懋德 (萬曆舉人)
方懋德（16世紀—1620年代），字禹迪，湖廣漢陽府漢川縣人，明朝政治人物。

## 生平
方懋德是萬曆二十五年（1573年）丁酉科湖廣鄉試舉人，授崇陽教諭，天啟二年（1622年）陞望江知縣，他個性縝密，興辦學宮、勤於文課，又自奉節約，考最陞任巡按御史，中途卻在當塗旅店去世，按察司僉事某和當塗知縣吳大朴看到他的行裝只有葛衣數襲，兩人出自協助辦喪，將其棺木送回，望江人哭著送別。城南三里有急水鎮，每年夏秋水漲總令船隻翻側，他生前興建長堤代替津筏方便人民，人稱方公堤。

## 引用
1. 1 2  乾隆《望江縣志·卷六·官師》：方懋德，字禹迪，湖廣漢川舉人，天啟壬戌 二年 知縣事，賦性深密，一介必嚴，作學宮、勤文課，併編折摘侵牟皆其大政足紀者，自奉淡約，有壺冰秋水之清，考最卒於姑孰旅次，兵憲某公、當塗令吳公視其笥中，僅葛衣數襲，兩公賻而斂之櫬還，邑人哭而送之；邑門達急水鎮纔三里許，每夏秋水漲湍激多至覆舟，自懋德築長堤代津筏，民便之至今呼曰方公堤。
2. ↑  同治《漢川縣志·卷三·選舉表》：舉人……萬厯……二十五年丁酉 方懋德 雲南巡按
3. ↑  同治《崇陽縣志·卷六·職官》：明教諭四十五人訓導五十六人……方懋德 舉人，升望江知縣……已上教諭